# Gesztrágy
Gesztrágy (románul Straja) falu Romániában, Erdélyben, Kolozs megyében.

## Fekvése
Kolozsvártól 23 km-re északnyugatra, a Kapusmentén, a Kapus patak völgyében fekszik.

## Története

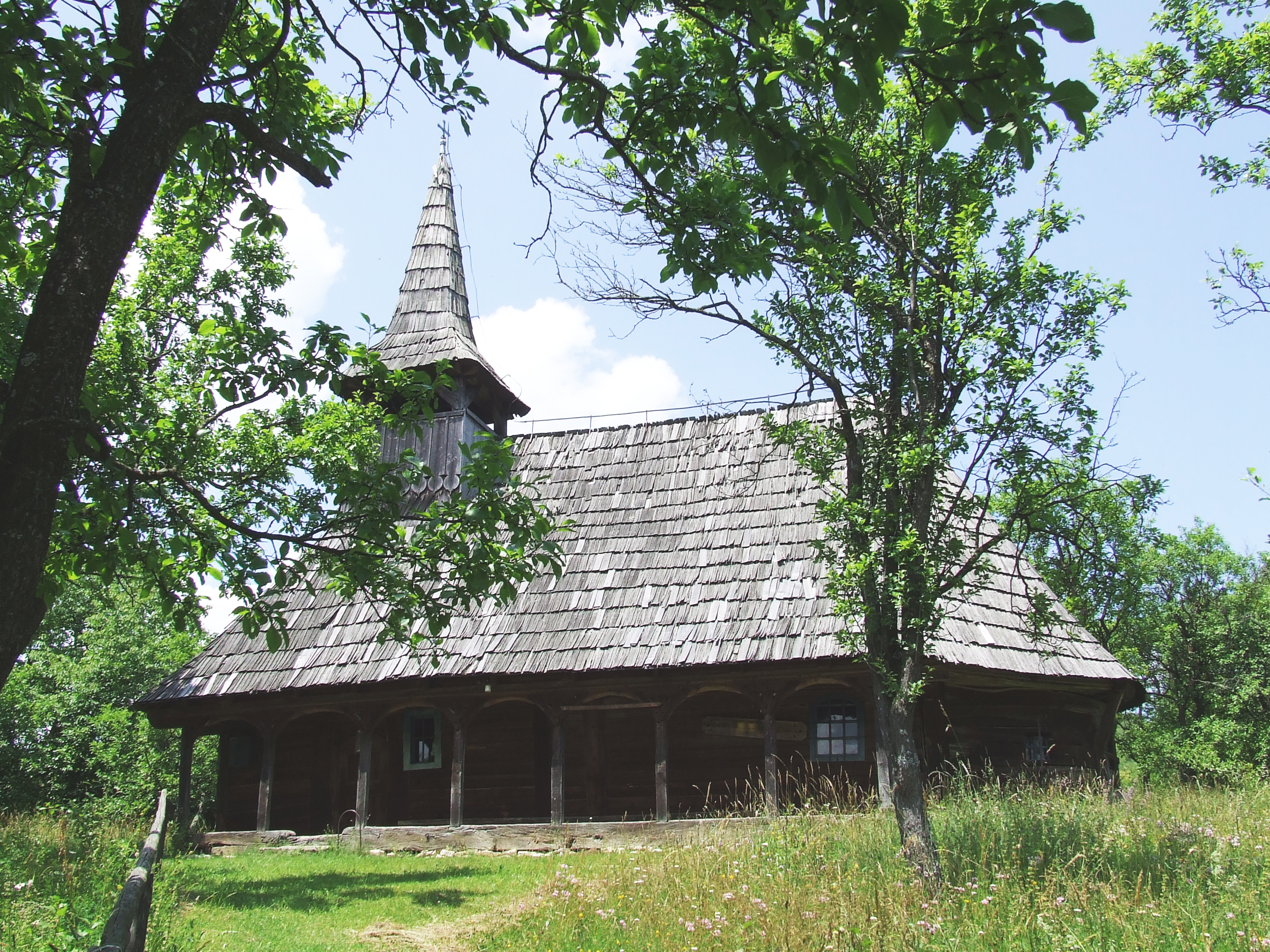
Fatemplom

A település elnevezése 1219-ben jelentkezik meg Gnezted, Gneztered alakban. 1839-ben Gyesztrágy, Gesztrágye, 1920-ban Găstrade néven ismerték.
Eredetileg magyar származású, római katolikus lakói 1600-ra kihaltak. 1730-tól görögkeletieket telepítenek a faluba, ekkor épült templomuk is. A falu a trianoni békeszerződésig Kolozs vármegye Gyalui járásához tartozott.

## Népesség
1850-ben a 192 fős településnek már nem volt magyar lakosa. 1941-ben 5 fő vallotta magát magyarnak. 1992-ben 112 fős lakossága román származású volt.
Román lakosai 1850-től napjainkig többségében ortodox hitűek. 1910-ben 18 fő görögkatolikus volt és 1 fő református, míg 1992-ben 1 görögkatolikus és 2 pünkösdista hívő volt a faluban.
A 2002-es népszámláláskor 104 lakosa közül 101 fő (97,1%) román, 3 (2,9%) magyar volt.

## Nevezetességek
- Ortodox fatemplom